# Codalet
Codalet település Franciaországban, Pyrénées-Orientales megyében. Lakosainak száma 353 fő (2022. január 1.). Codalet Prades, Taurinya és Ria-Sirach községekkel határos.

## Földrajz

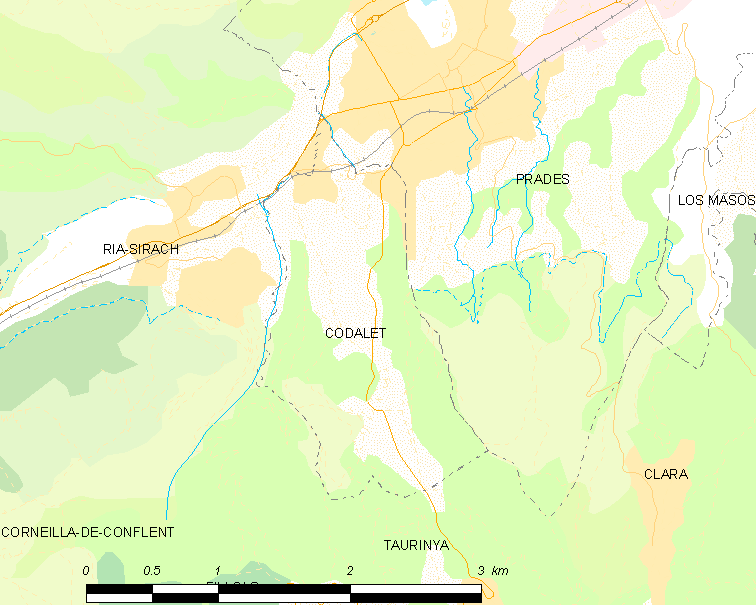
Codalet és környéke

## Népesség
A település népességének változása:
| Lakosok száma | 367  | 380  | 395  | 386  | 377  | 368  | 359  | 357  | 353  |
|               | 2013 | 2015 | 2016 | 2017 | 2018 | 2019 | 2020 | 2021 | 2022 |